# Липопротеин (a)

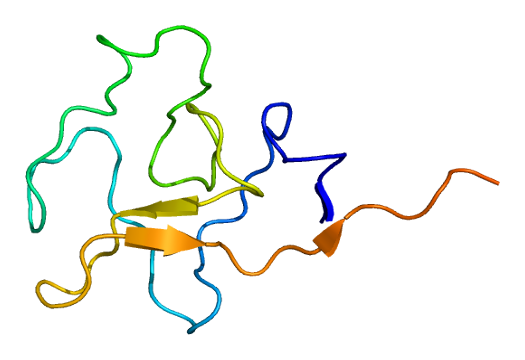
Липопротеин (a) — фактор риска развития сердечно-сосудистых заболеваний.

Липопротеин (a) (липопротеин «а» маленькое, ЛП(a); англ. Lipoprotein (a), Lp(a)) — подкласс липопротеинов плазмы крови человека. Является фактором риска ишемической болезни сердца и других сердечно-сосудистых заболеваний. Отличается высоким полиморфизмом в своей белковой компоненте аполипопротеине (а) и высокой гетерогенностью концентрации в крови. Встречается также у приматов и некоторых других животных. Физиологическая роль неизвестна.

## Структура
Частица ЛП(а) по структуре и липидному составу похожа на частицу ЛПНП. Она также содержит апоВ-100, но в отличие от ЛПНП с апоВ-100 связан дополнительный белок — аполипопротеин (а). Аполипопротеин (а) (апо(а)) — большой гидрофильный и высокогликозилированный белок, который по составу похож на плазминоген. Состоит из нескольких повторяющихся фрагментов, состоящих из около 80 аминокислот. Апо(а) сильно отличается от человека к человеку по молекулярной массе (от 300 до 800 кДа) и уровню синтеза. Предполагается, что ген апо(а) произошёл в результате повторов некоторых частей гена плазминогена, причем оба гена тесно связаны друг с другом. Апо(а) синтезируется в печени и связывается за счёт дисульфидной связи с вновь синтезированным апоВ-100. Так как оба белка взаимодействуют своими С-концевыми участками, апоВ теряет аффинность к своему рецептору (ЛПНП-рецептор).

## Уровень в разных популяциях
Уровень ЛП(а) в крови сильно варьирует (от <0,2 до >200 мг/дл) и определяется в основном наследственностью. Африканцы отличаются повышенной концентрацией ЛП(а), которая в среднем в 7 раз превышает уровень ЛП(а) в европейской и азиатской популяциях.

## Роль в патологии
Высокий уровень ЛП(а) — фактор риска ишемической болезни сердца, атеросклероза, тромбоза и инсульта. Так как уровень ЛП(а) определяется генетически, то такие факторы как диета и физическая нагрузка практически на него не влияют. Единственный эффективный способ понизить ЛП(а) в крови — это применение экстракорпоральных методов лечения, таких как, каскадная плазмофильтрация, гепарин-LDL-преципитация (H.E.L.P.).
Высокий уровень ЛП(а) подобно высокому уровню ЛПНП предопределяет риск развития раннего атеросклероза. Так как ЛП(а) структурно очень близок к плазминогену, ЛП(а) обладает высоким сродством к внеклеточному матриксу и быстро накапливается в стенке сосудов. В дальнейшем белок подвергается окислению и частичному протеолизу под действием металлопротеаз, что вызывает развитие атероматозной бляшки.

### Концентрация в крови человека
Тест: Липопротеин (а)/ЛП(а)
Норма: <14 мг/дл
Низкий риск: 14—30 мг/дл
Высокий риск:         31—50 мг/дл
Очень высокий риск:  >50 мг/дл

## Внешние ссылки
- Липопротеин (a) при хронической почечной недостаточности: эффект поддерживающего гемодиализа
- [www.blackwell-synergy.com/doi/abs/10.1111/j.1744-9987.2007.00449.x Apheresis in Coronary Heart Disease With Elevated Lp (a): A Review of Lp (a) As a Risk Factor and Its Management] (недоступная ссылка)
- Lipoprotein(a) summary by Utermann
- Lipoprotein(a) as a Risk Factor for Preclinical Atherosclerosis, by Schreiner, et al. (pdf)
- Lipoprorein(a) linked to thrombosis, by Caplice et al.
- Lipoprotein(a) in atherosclerotic plaques recruits inflammatory cells, by Sotiriou, et al.